# José Luis Madrid
José Luis Madrid de la Viña, né le 11 avril 1933 à Madrid et mort le 19 juillet 1999, est un réalisateur, scénariste et producteur de cinéma espagnol.

## Biographie
Diplômé en droit, il s'inscrit à l'Escuela Oficial de Cine (es), alors appelée IIEC (Instituto de Investigaciones y Experiencias Cinematográficas), mais ne termine pas ses études. Il fait ses débuts dans le monde du cinéma en aidant son oncle, également cinéaste, Antonio del Amo. Cependant, son nom n'apparaîtra au générique qu'en tant que co-scénariste et directeur de production dans Gayarre (1958), réalisé par Domingo Viladomat (es). En tant que réalisateur, son premier long métrage est Adiós, Ninón (1960), un film biographique sur la chanteuse La Fornarina (es) qui mettra six ans à sortir.
Il réalise au total une vingtaine de films de genre à petit budget : des gialli, des films d'épouvante avec Jacinto Molina (plus connu sous le pseudonyme de Paul Naschy), des films d'espionnage, du destape, des espagnolades ainsi que des drames érotiques typiques du cinéma post-franquiste. Il s'est fait connaître en adaptant des pièces de théâtre de José López Rubio ainsi qu'avec ses westerns, tournés plus dans un style américain qu'italien. Son western Tumba para un forajido (de) (1965), est filmé en noir et blanc.
Dans ses co-productions européennes avec l'Italie, l'Allemagne ou la Grande-Bretagne, il a souvent travaillé anonymement ou sous pseudonyme (par exemple « Jim Delavena »). Il a travaillé sur des krimis, des films policiers adaptés des œuvres d'Edgar Wallace pour le producteur allemand Artur Brauner. Il a également fait des films sur des événements historiques, comme l'assassinat du général Carrero Blanco (Comando Txikia, 1978, comme le fera Gillo Pontecorvo sur le même sujet avec Opération Ogre (1979)) ou s'est inspiré de meurtres réels (Le Vampire sexuel, 1969).
Il faisait partie du conseil d'administration de plusieurs sociétés de production (American Films S L, Andorra Films S A, Cinefilms S L, Theatrical Production Ufesa S A, Servifilms S L, Kfilms S A, José Luis Madrid P C, Film Cooperative Collects et Tilman Films) et était propriétaire des cinémas Picasso et Lumière à Madrid, ainsi que des studios à Villalba (Madrid) d'Apolo Films, une ancienne société de production appartenant à son oncle Antonio del Amo.

## Filmographie

### Réalisateur
- 1960 : Adiós, Ninón
- 1963 : La gran coartada
- 1964 : La muerte llama otra vez
- 1964 : Una madeja de lana azul celeste, adaptation de la pièce homonyme de José López Rubio.
- 1965 : La otra orilla, adaptation de la pièce homonyme de José López Rubio.
- 1965 : La vuelta
- 1965 : Tumba para un forajido (de)
- 1965 : Un dollaro di fuoco, crédité sous le nom de Nick Nostro, mais en réalité entièrement réalisé par lui[4].
- 1966 : La Balade de Johnny Ringo (es) (La balada de Johnny Ringo)
- 1966 : La Vengeance de Sol Lester (La venganza de Clark Harrison)
- 1968 : OK Stuchensko
- 1970 : Le Vampire sexuel (El vampiro de la autopista)
- 1971 : Jack el destripador de Londres
- 1973 : La hiena
- 1973 : Los crímenes de Petiot (en)
- 1974 : Siete chacales
- 1975 : El último tango en Madrid
- 1975 : Strip-tease a la inglesa (en)
- 1976 : Lucecita
- 1978 : Comando Txikia: muerte de un presidente
- 1983 : Invierno en Marbella
- 1984 : Memorias del general Escobar